# Kenia op de Olympische Zomerspelen 1956
Kenia debuteerde op de Olympische Zomerspelen tijdens de Olympische Zomerspelen 1956 in Melbourne, Australië. Pas in 1964 zou de eerste medaille worden gewonnen.

## Deelnemers en resultaten
(m) = mannen, (v) = vrouwen, (g) = gemengd

### Atletiek
| Olympiër                                                       | Onderdeel        | Resultaat | Prestatie                                           |
| -------------------------------------------------------------- | ---------------- | --------- | --------------------------------------------------- |
| Kibet Boit                                                     | 400m (m)         | 22e       | serie 4: 3de in 49,48 kwartfinale 3: 6de in 49,18   |
| Bartonjo Rotich                                                | 400m (m)         | 25e       | serie 2: 4de in 48,90                               |
| Kamau Wanyoke                                                  | 400m (m)         | 34e       | serie 6: 4de in 50,74                               |
| Arap Kiptalam Keter                                            | 800m (m)         | 30e       | serie 3: 7de in 1.56,13                             |
| Arere Anentia                                                  | 5000m (m)        | 17e       | 14.37,0                                             |
| Nyandika Maiyoro                                               | 5000m (m)        | 7e        | 14.19,0                                             |
| Kiptalam Keter Bartonjo Rotich Kamau George Wanyoke Kibet Boit | 4x400m (m)       | 13e       | 3.17,6                                              |
| Kanuti Sum                                                     | marathon (m)     | 31e       | 2:58.42                                             |
| Joseph Leresae                                                 | hoogspringen (m) | 18e       | kwalificatie: 13de met 1,92m finale: 18de met 1,92m |

### Hockey
| Olympiër | Onderdeel | Resultaat | Prestatie |
| --- | --------- | --------- | --- |
| Roland Frank Anthony Vaz Balbir Singh Sidhu Rosario Dalgado Surjeet Singh Deol Tejinder Singh Rao Gursaran Singh Sehmi Tejparkash Singh Brar Reynold D'Souza Hardev Singh Kular Alu Mendonca Michael Pereira Bill Plenderleith Dudley Coulson | mannen    | 10e       | groep B: 4de V van Australië: 0-2 G van Groot-Brittannië: 1-1 G van Maleisië: 1-1 groep 9-12de plek: 2de W van Verenigde Staten: 3-0 W van Afghanistan: 9-0 V van Maleisië: 2-3 |

| Groep B |                  |             |             |             |             |            |            |            |        |
| #       | Land             | Wedstrijden | Wedstrijden | Wedstrijden | Wedstrijden | Doelpunten | Doelpunten | Doelpunten | Punten |
| #       | Land             | G           | W           | G           | V           | V          | T          | Saldo      | Punten |
| 1       | Groot-Brittannië | 3           | 1           | 2           | 0           | 5          | 4          | +1         | 4      |
| 2       | Australië        | 3           | 2           | 0           | 1           | 6          | 4          | +2         | 4      |
| 3       | Maleisië         | 3           | 0           | 2           | 1           | 5          | 6          | -1         | 2      |
| 4       | Kenia            | 3           | 0           | 2           | 1           | 2          | 4          | -2         | 2'     |

| Ronde       | Datum     | Plaats           | Land | Score | Land |
| ----------- | --------- | ---------------- | ---- | ----- | ---- |
| Groepsfase  |           |                  |      |       |      |
| 23 november | Melbourne | Australië        | 2-0  | Kenia |      |
| 24 november | Melbourne | Groot-Brittannië | 1-1  | Kenia |      |
| 28 november | Melbourne | Maleisië         | 1-1  | Kenia |      |

| Groep 9-12de plek |                  |             |             |             |             |            |            |            |        |
| #                 | Land             | Wedstrijden | Wedstrijden | Wedstrijden | Wedstrijden | Doelpunten | Doelpunten | Doelpunten | Punten |
| #                 | Land             | G           | W           | G           | V           | V          | T          | Saldo      | Punten |
| 1                 | Maleisië         | 3           | 3           | 0           | 0           | 14         | 2          | +12        | 6      |
| 2                 | Kenia            | 3           | 2           | 0           | 1           | 14         | 3          | +11        | 4      |
| 3                 | Verenigde Staten | 3           | 0           | 1           | 2           | 1          | 7          | -6         | 1      |
| 4                 | Afghanistan      | 3           | 0           | 1           | 2           | 1          | 18         | -17        | 1'     |

| Ronde      | Datum     | Plaats   | Land | Score            | Land |
| ---------- | --------- | -------- | ---- | ---------------- | ---- |
| Groepsfase |           |          |      |                  |      |
| 3 december | Melbourne | Kenia    | 3-0  | Verenigde Staten |      |
| 4 december | Melbourne | Kenia    | 9-0  | Afghanistan      |      |
| 6 december | Melbourne | Maleisië | 3-2  | Kenia            |      |

### Schietsport
| Olympiër        | Onderdeel                  | Resultaat | Prestatie   |
| --------------- | -------------------------- | --------- | ----------- |
| Roy Congreve    | 50m geweer 3 houdingen (m) | 39e       | 1096 punten |
| Charles Trotter | 50m geweer 3 houdingen (m) | 42e       | 1030 punten |
| Roy Congreve    | 50m geweer liggend (m)     | 40e       | 587 punten  |
| Charles Trotter | 50m geweer liggend (m)     | 41e       | 586 punten  |

### Zwemmen
| Olympiër     | Onderdeel           | Resultaat | Prestatie               |
| ------------ | ------------------- | --------- | ----------------------- |
| Roy Congreve | 100m vrije slag (v) | 34e       | serie 1: 8ste in 1.12,8 |

Afghanistan · Argentinië · Australië · Bahama's · België · Bermuda · Birma · Brazilië · Brits-Guiana · Bulgarije · Cambodja* · Canada · Ceylon · Chili · Colombia · Cuba · Denemarken · Duits eenheidsteam · Egypte* · Ethiopië · Fiji · Filipijnen · Finland · Frankrijk · Griekenland · Groot-Brittannië · Hongarije · Hongkong · Ierland · IJsland · India · Indonesië · Iran · Israël · Italië · Jamaica · Japan · Joegoslavië · Kenia · Liberia · Luxemburg · Malakka · Mexico · Nederland* · Nieuw-Zeeland · Nigeria · Noord-Borneo · Noorwegen · Oeganda · Oostenrijk · Pakistan · Peru · Polen · Portugal · Puerto Rico · Roemenië · Singapore · Sovjet-Unie · Spanje* · Taiwan · Thailand · Trinidad en Tobago · Tsjecho-Slowakije · Turkije · Uruguay · Venezuela · Verenigde Staten · Vietnam · Zuid-Afrika · Zuid-Korea · Zweden · Zwitserland*

*alleen deelgenomen in Stockholm